# Karkulka
Karkulka (czes. Klínový) – wzniesienie o wysokości 907 m n.p.m. w Górach Złotych w Sudetach Wschodnich, leżące na granicznym grzbiecie Gór Złotych, oddzielającym Polskę od Czech.

## Położenie
Wzniesienie w południowo-zachodniej części Gór Złotych, na terenie Śnieżnickiego Parku Krajobrazowego na granicy polsko-czeskiej, na rozrogu odchodzącym od Smreka. Wznosi się między wzniesieniami: Pasieczna, po północno-zachodniej stronie i  Klonowiec po południowo-wschodniej stronie, około 2,1 km, na południe od miejscowości Bielice.

## Fizjografia
Graniczne wzniesienie o spłaszczonym słabo zarysowanym wierzchołku, który położony jest na szczytowej wierzchowinie, jest ledwo zauważalny w terenie. Stanowi boczną, północno-zachodnią kulminacją wierzchowiny masywu Smreka, położonego po czeskiej stronie, która od Smreka odchodzi w kierunku południowo-zachodnim, a następnie skręca na północny zachód. Wznosi się z płaskiej prawie grani granicznej, na krawędzi "worka bialskiego". W kierunku południowo-zachodnim stromo Białobielskim Stokiem opada do doliny Białej Lądeckiej. Południowo-wschodnie grzbietowe zbocze nieznacznie opada wzdłuż granicy do wyższego Klonowca. Na północ zbocze nieznacznie opada do wyższej o 23m Pasiecznej. Od sąsiadujących wzniesień położonych na granicznym grzbiecie oddzielone jest płytkimi niezauważalnymi w terenie siodłami. Wzniesienie położone na grzbiecie głównym Gór Złotych, w całości zbudowane ze skał metamorficznych, głównie z gnejsów gierałtowskich oraz łupków krystalicznych. Na zboczach wzniesienia pośród drzew występują charakterystyczne pojedyncze skałki. Wzniesienie porośnięte w większości naturalnym lasem mieszanym regla dolnego, a w partiach szczytowych świerkowym regla górnego. Wzniesienie stanowi teren dziki i niecywilizowany, z rzadkimi gatunkami flory i fauny. Wzniesienie pod koniec XX wieku dotknęły zniszczenia wywołane katastrofą ekologiczną w Sudetach.

## Ciekawostki
- Zbocza wzniesienia porasta fragment naturalnego lasu mieszanego będące pozostałością gęstej puszczy, w pobliżu jego górnej granicy występuje skarłowaciały starodrzew.
- Szczyt należy do jednych z bardziej płaskich szczytów w Sudetach.
- Przez wzniesienie przechodzi dział wodny III rzędu.
- Najwyższy punkt wzniesienia położony jest na obszarze Polski północno-wschodnia część szczytu od granicy grzbietu leży na terytorium Czech.
- Na niektórych mapach wzniesienie uznawane jest jako drugi wierzchołek Pasiecznej.
- Na czeskich mapach wzniesienie nazywane jest czes.  Klínový[3].

## Turystyka
Przez szczyt prowadzi szlak turystyczny:
- żółty – prowadzący wzdłuż granicy państwowej od wzniesienia Špičák na Przełęczy u Trzech Granic.

Na szczyt można dojść: 
1. od Bielic zielonym szlakiem potem wzdłuż granicy państwa, wąskim pasem pozbawionym drzew,
2. od strony Kowadła,
3. lub od strony Rudawca przez Iwinkę i Przełęcz u Trzech Granic.

Szczyt położony jest na zalesionym terenie i nie stanowi punktu widokowego.